# Viktor Vlasov (tir)
Pour les articles homonymes, voir Viktor Vlassov.
Viktor Alekseïevitch Vlasov (en russe : Виктор Алексеевич Власов), né le 11 juin 1951 à Moscou (RSFS de Russie), est un tireur sportif soviétique des années 1980.

## Palmarès
Viktor Vlasov remporte la médaille d'or aux Jeux olympiques d'été de 1980 à Moscou au tir à 50 mètres en rifle 3 positions (3x40 coups), avec un record du monde de 1 173 points.